# The Epic (grattacielo)
Il The Epic è un grattacielo ad uso residenziale di New York.

## Caratteristiche

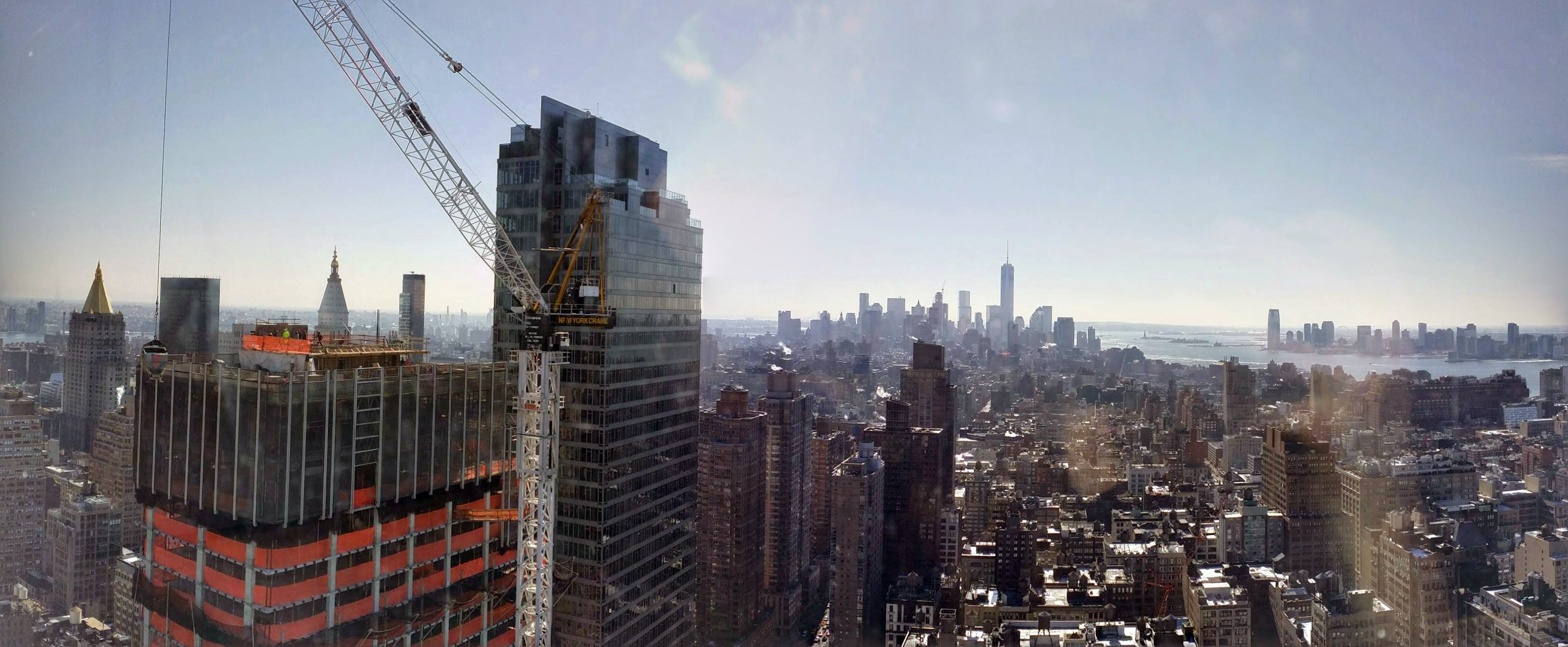
La vista dall'ultimo piani dell'edificio

Costruito tra il 2005 e il 2007, l'edificio è alto 187 metri e con 58 piani. Al suo interno presenta 460 stanze suddivise in un centinaio di appartamenti di lusso e un parcheggio sotterraneo da 90 posti auto. A oggi è il novantanovesimo edificio più alto della città.